# Powiat Menashi
Powiat Menashi (jap. 目梨郡 Menashi-gun) – powiat w Japonii, w prefekturze Hokkaido, w podprefekturze Nemuro. W 2024 roku liczył 4307 mieszkańców.

## Miejscowości
- Rausu